# O Fim do Mundo (telenovela)
O Fim do Mundo é uma telenovela brasileira produzida e exibida pela TV Globo de 6 de maio a 14 de junho de 1996, em 35 capítulos. Substituiu Explode Coração e foi substituída por O Rei do Gado, sendo a 52.ª "novela das oito" produzida pela emissora.
Teve a autoria de Dias Gomes, com colaboração de Ferreira Gullar, teve direção de Gonzaga Blota e Paulo Ubiratan — este também na direção geral.
Contou com as atuações de Paulo Betti, José Wilker, Bruna Lombardi, Lima Duarte, Vera Holtz, Maurício Mattar, Palomma Duarte e Guilherme Fontes nos papeis principais.
Originalmente desenvolvida como uma minissérie, foi exibida ao término de Explode Coração devido aos atrasos na produção de O Rei do Gado.

## Sinopse
O vidente Joãozinho de Dagmar previu o fim do mundo para breve, o que fez a cidadezinha de Tabacópolis virar de pernas para o ar. Acontecimentos inexplicáveis se sucedem ratificando as profecias e causando pânico. Os moradores entram em polvorosa deixando a prefeita Florisbela Mendonça revoltada diante de tanta confusão.
Como o tempo é curto, o empresário Tião Socó, poderoso industrial tabagista, dono de uma fazenda de tabaco e de uma marca de cigarros, resolveu investir na bela cunhada, Gardênia, vislumbrando o fim do seu probleminha de impotência sexual. Porém, ela não está nem aí para os problemas dele e precisa lidar com o ciúme do marido Tonico Laranjeira.
Josias, o neto do também poderoso Coronel Hildázio Junqueira, não aguenta mais a resistência da noiva Letícia, filha de Tião Socó, que insiste em manter-se virgem até o casamento. Porém, a jovem desperta para um novo amor, o peão Rosalvo, e não resiste a essa paixão, entregando-se a ele. Descoberto, Rosalvo acaba castrado pelo noivo traído.
A jovem Lucilene luta para firmar-se como cantora ao mesmo tempo em que tenta livrar da polícia o namorado Nado, filho da prefeita Florisbela, rapaz problemático acusado de ter matado Maninho, o outro filho do Coronel Hildázio. Em meio ao caos, muita coisa ainda está para acontecer na cidade que enlouquece quando descobre que o mundo vai acabar.

## Elenco
| Interprete         | Personagem                            |
| ------------------ | ------------------------------------- |
| Paulo Betti        | Joãozinho de Dagmar                   |
| José Wilker        | Sebastião Socó (Tião)                 |
| Bruna Lombardi     | Gardênia Laranjeira                   |
| Lima Duarte        | Coronel Hildásio Junqueira            |
| Vera Holtz         | Florisbela Mendonça (Belinha)         |
| Maurício Mattar    | Laudelino de Jesus Nogueira (Rosalvo) |
| Palomma Duarte     | Letícia Socó                          |
| Guilherme Fontes   | Josias Junqueira                      |
| Otávio Augusto     | Tonico Laranjeira                     |
| Ângela Vieira      | Margarida Socó                        |
| Patrícia França    | Lucilene                              |
| Marcos Winter      | Arnaldo Mendonça (Nado)               |
| Pedro Paulo Rangel | Mudinho                               |
| Totia Meirelles    | Cacilda                               |
| Mário Borges       | Joca Mendonça                         |
| Renata Dutra       | Fabiana Mendonça                      |
| Eduardo Galvão     | Dr. José Otávio                       |
| Norton Nascimento  | Frei Eusébio                          |
| Tatiana Issa       | Maria do Socorro Socó                 |
| Oswaldo Loureiro   | Delegado Romildo Galvão               |
| Alexia Dechamps    | Valdete                               |
| Isabel Fillardis   | Marialva                              |
| Luciana Coutinho   | Jaciara                               |
| Lúcia Alves        | Fátima Badaró (Fafá)                  |
| Cininha de Paula   | Alzira Badaró (Zizi)                  |
| Ricardo Blat       | Emiliano                              |
| Carlos Vereza      | Dr. Pestana                           |
| Bernadeth Lyzio    | Elisa                                 |
| Renata Lima        | Dalva Junqueira                       |
| Tamara Taxman      | Clotilde Junqueira                    |
| Marcelo Faria      | Maninho Junqueira                     |
| Tato Gabus Mendes  | Vadeco                                |
| Marilu Bueno       | Dagmar                                |
| Carlos Gregório    | Michel Renault                        |
| Fátima Freire      | Marieta                               |
| Tonico Pereira     | Chico Veloso                          |
| Cleyde Blotta      | Creusa                                |
| Valter Santos      | Juvenal                               |
| Estelita Bell      | Maria Chupeta                         |
| Ariel Coelho       | Irana                                 |
| Fernanda Lobo      | Helô                                  |
| Clarice Niskier    | Belmira                               |
| Cláudio Tovar      | Juanito                               |
| David Brasil       | Gisele                                |
| Andréa Murucci     | Zulmira                               |

### Participações especiais
| Interprete         | Personagem         |
| ------------------ | ------------------ |
| Milton Gonçalves   | Juiz               |
| Denise Milfont     | Bruna              |
| Cristina Prochaska | Advogada           |
| Mário Lago         | Frei Luiz          |
| Mauro Mendonça     | Advogado de defesa |
| Rodolfo Bottino    | Promotor           |

## Produção
Dias Gomes começou a escrever os capítulos em outubro de 1995 e ela seria exibida em formato de minissérie, originalmente tendo 40 capítulos.
A substituta de Explode Coração seria O Rei do Gado, porém, a produção desta última estava atrasada, e Glória Perez, autora da história das 20h, precisava ser liberada pela Globo, por contrato, no início de maio, para o julgamento do assassinato de sua filha, Daniella Perez. A solução encontrada foi pegar o texto de Dias Gomes e transformá-lo numa mini-novela.
O Fim do Mundo foi a última novela dirigida pelo diretor Gonzaga Blota, que viria a se afastar da televisão até sua morte em 2017. E a última de Dias Gomes, que viria a falecer três anos mais tarde.
O objetivo era testar um novo formato de novelas. Pela primeira vez numa novela, criaram-se objetos e animais virtuais em três plataformas de computadores. Para as gravações do cataclismo foi feita uma maquete, dez vezes menor que a cidade cenográfica, que tinha 35 mil metros quadrados.
Teve cenas externas gravadas na cidade de Vassouras, no Rio de Janeiro e nas cidades de Carrancas e Cordisburgo, em Minas Gerais.

## Exibição
Foi reprisada entre 15 de agosto e 29 de setembro de 2000, apenas para o Distrito Federal, Fernando de Noronha e na parabólica analógica em 40 capítulos, logo após a apresentação do Jornal Nacional, enquanto no restante do Brasil, era apresentado o horário eleitoral gratuito das eleições municipais.
Foi reprisada na íntegra pelo Viva entre 18 de dezembro de 2017 e 26 de janeiro de 2018, substituindo Por Amor e sendo substituída por Explode Coração, sua antecessora original, às 23h30.

### Outras mídias
Em 13 de março de 2023, foi disponibilizada na íntegra pelo Globoplay, como parte do Projeto Resgate.

## Trilha Sonora
Capa: José Wilker
1. "O Último Dia" - Paulinho Moska
2. "Solidão" - Alceu Valença
3. "Teu Cafuné" - Maurício Mattar
4. "Belíssima (Sei Belissima)" - Vanessa Barum
5. "E o mundo não se acabou" - Adriana Calcanhoto
6. "Balada do Louco" - Arnaldo Baptista
7. "Nossa Paixão" - Selma Reis
8. "Profetas" - Zé Ramalho
9. "Matando a Pau" - Simone Moreno
10. "Lenda Pessoal" - Tânia Maya
11. "Só Louco / Não Tem Solução / Nem Eu" - Patrícia França
12. "Raios da Manhã" - Jorge Vercillo
13. "Leste" - Guilherme Dias Gomes